# Варежский сельсовет
Варежский сельсовет — сельское поселение в составе Павловского района Нижегородской области России. Административный центр — село Вареж.

## История
1918 год — образован Варежский сельсовет рабочих крестьянских и красноармейских депутатов Арефинской волости Муромского уезда Владимирской губернии. Административный центр — с. Вареж.
С июля 1929 г. по сентябрь 1930 г. Варежский сельсовет РК и КД был отнесен к Павловскому району Муромского округа Нижегородского края, а позднее - к Горьковской области.
30.09.1931 г. — Укрупнение сельсовета за счет ликвидированных сельсоветов: Лоханского, Пурковского и Новского
07.03.1952 г. — укрупнение Варежского сельсовета за счет населенных пунктов ликвидированного Большечирьевского сельсовета.
06.1954 г. — в состав Варежского сельсовета вошли селения Малоиголкинского и Кряжевского сельсоветов.
С 1963-1965 г.г. Варежский сельсовет входил в состав Богородского района Горьковской области.
Статус и границы сельского поселения установлены Законом Нижегородской области от 15 июня 2004 года № 60-З «О наделении муниципальных образований — городов, рабочих посёлков и сельсоветов Нижегородской области статусом городского, сельского поселения».

## Население
| 2002  | 2010  | 2012  | 2013  | 2014  | 2015  | 2016  |
| ----- | ----- | ----- | ----- | ----- | ----- | ----- |
| 1662  | ↘1372 | ↗1379 | ↗1403 | ↗1409 | ↘1355 | ↘1310 |
| 2017  | 2018  | 2019  | 2020  |       |       |       |
| ↘1239 | ↘1216 | ↘1171 | ↘1147 |       |       |       |

## Состав
В состав Варежского сельсовета входят населённые пункты:
| №  | Населённый пункт | Тип населённого пункта       | Население |
| -- | ---------------- | ---------------------------- | --------- |
| 1  | Аксентьево       | деревня                      | ↘41       |
| 2  | Бандино          | деревня                      | ↘28       |
| 3  | Большое Иголкино | деревня                      | ↘45       |
| 4  | Бужерово         | деревня                      | ↘0        |
| 5  | Вакулово         | деревня                      | →0        |
| 6  | Вареж            | село, административный центр | ↘365      |
| 7  | Выборково        | деревня                      | ↗4        |
| 8  | Горбаново        | деревня                      | ↘2        |
| 9  | Криуша           | деревня                      | ↘52       |
| 10 | Кряжи            | деревня                      | ↘161      |
| 11 | Липовицы         | деревня                      | ↘4        |
| 12 | Лохани           | деревня                      | ↘160      |
| 13 | Максаково        | деревня                      | ↘26       |
| 14 | Малое Иголкино   | село                         | ↘181      |
| 15 | Михалицы         | деревня                      | ↘17       |
| 16 | Мошково          | деревня                      | ↘29       |
| 17 | Ново             | деревня                      | ↘54       |
| 18 | Пурка            | деревня                      | ↘121      |
| 19 | Чирьево          | деревня                      | →0        |
| 20 | Чирятьево        | деревня                      | ↘19       |
| 21 | Шамшилово        | деревня                      | ↘10       |
| 22 | Юрьевец          | деревня                      | ↘53       |

На 1936 г. в состав Варежского сельсовета входили деревни Кряжи и Михайловское, к 1940 г. добавились  д. Бандино, д. Криуша, Михалицы. В 1952 г. в связи с ликвидацией Большечирьевского сельсовета к Варежскому сельсовету были присоединены д. Чирьево, д. Выборково, д. Юрьевец. В 1954 г. в связи с ликвидацией Малоиголкинского сельсовета в состав сельсовета вошли с. Малое Иголкино, д. Большое Иголкино, д. Аксентьево, д. Максаково, д. Шамшилово, д. Мошково. 